# IMule
iMule (ou IMule) est un client libre de partage de fichiers en pair à pair, ayant la particularité de fonctionner en mode P2P anonyme et sécurisé, car s'appuyant sur un réseau superposé : i2P. Le logiciel iMule est une fourche de la famille *Mule (ex: eMule et aMule).
Il est de la même génération que ANts P2P, MUTE, ou l'ancien Share, c'est-à-dire anonyme, chiffré, et décentralisé.
Il utilise le protocole Kademlia (Kad) pour permettre la recherche de noms de fichiers par mots-clefs sans passer par un serveur central. Cependant ses échanges de données restent dans le réseau I2P, il ne permet pas d'échanges avec le réseau des logiciels eMule habituel.

## Description de iMule
iMule est un logiciel de P2P basé sur un portage de aMule, la version multiplate-forme de eMule. Il utilise le réseau anonyme et chiffré nommé i2P.
L'interface d'iMule est quasiment identique à celle d'eMule.

### Avantages
- Logiciel multiplateforme (Windows, Linux)
- Logiciel multilingue dont en français
- Logiciel open source
- Logiciel permettant de faire P2P anonyme totalement chiffré tout cela grâce à I2P
- Réseau (technologie Kademlia) décentralisé : ne dépend d'aucun serveur
- Une communauté en grande croissance (plusieurs dizaines de milliers d´utilisateurs)

Certaines parties de fichiers demandées par un autre nœud (un autre internaute utilisant un logiciel compatible Kad capable de fonctionner au travers d'I2P) ne font que transiter par votre machine, ce qui rend quasiment impossible le fait de savoir si un fichier téléchargé sur votre machine est à vous ou s'il ne fait que passer, ceci bien entendu dans l'hypothèse où le chiffrement aurait été cassé, ce qui nécessite des machines très puissantes - et même dans ce cas le déchiffrement des informations circulant sur le réseau serait minime. L'anonymat est garanti par le fait que le réseau KAD d'iMule se passe des adresses IP et qu'il passe lui-même dans des tunnels sécurisés du réseau I2P.

### Inconvénients
- Utilise davantage de puissance processeur (en raison du chiffrement réalisé par I2P) que le logiciel aMule d'origine ou encore eMule.
- Transfert de données ralenti car passant au travers de I2P (procédé d'anonymisation).
- Beaucoup moins d'utilisateurs que les logiciels de partage de fichiers en pair-à-pair non anonyme, d'où un nombre de fichiers téléchargeables moins important.

## Version autonome
Depuis la v1.2.3 (2003) iMule contient une version légère d'un routeur i2P pour chiffrer et anonymiser ses communications sans avoir installé le logiciel I2P.
Toutefois son usage est déconseillé car il est périmé, il est recommandé d'installer la version complète et indépendante du logiciel routeur I2P, ce qui apporte davantage de stabilité et de rapidité, et permet de faire tourner d'autres services de façon anonyme (chat IRC, serveur web, torrent ...).
Au-delà de la version 1.4.5 (2009), iMule n'embarque plus la fonction logiciel routeur I2P, bien que cette fonction soit encore visible (dans la fenêtre préférences puis Connexions I2P).
À noter : il existe deux implémentations du logiciel routeur I2P indépendant. Une version nécessitant l'installation d'une machine virtuelle Java, et une autre implémenté en C++.

## Historique
Ce logiciel (iMule) a été diffusé à partir de 2003.
Pendant plusieurs années (2006 à 2008, puis 2009 à 2011), le projet a semblé être à l'abandon. Mais, depuis la fin 2011, le développement a repris. Le logiciel est ouvert au volontariat de développeurs.